# Kaffeehaus del Giardino di Boboli
La Kaffeehaus del giardino di Boboli a Firenze è un padiglione, all'interno del giardino, costruito dal 1776 circa, su disegno di Zanobi Del Rosso, per ordine di Pietro Leopoldo, che vi si recava con la sua corte a prendervi il caffè secondo la moda del tempo.

## Storia
Questa zona del giardino, antistante il "prato di Ganimede" (dal soggetto della statua che decora la fontana centrale), al tempo di Eleonora di Toledo e dei Medici era decorata semplicemente da apparati botanici di "verzura" alternati a colture agricole, soprattutto vigneti e frutteti.
La costruzione della Kaffeehaus, secondo la moda tipicamente settecentesca delle corti europee di prendere il caffè e la cioccolata in tazza in strutture appositamente destinate. Il progetto di Zanobi del Rosso dovette essere messo a punto verso il 1766, mentre nel 1744 la costruzione era formalmente avviata. 
Il giardino "di Ganimede" venne invece sistemato in un secondo momento, creando le bordure di siepi e costruendo la fontana, testimoniata dal 1783.

## Descrizione
|  |

La Kaffeehaus è composta da tre volumi sovrapposti, sottolineati dalle cesure orizzontali della balaustre dei balconi, con un articolato alternarsi di volumi concavi e convessi. Materiali trattati diversamente animano la facciata, così come le varie aperture, mentre la visione prospettica del complesso è evidenziata dai terrazzamenti digradanti e dalla doppia rampa della scalinata, sotto le quali si trova una grotticina formata da massi di forma irregolare, nella quale un complesso sistema di tubicini in piombo garantiva un vivido stillare d'acqua, a imitazione delle grotte reali. 

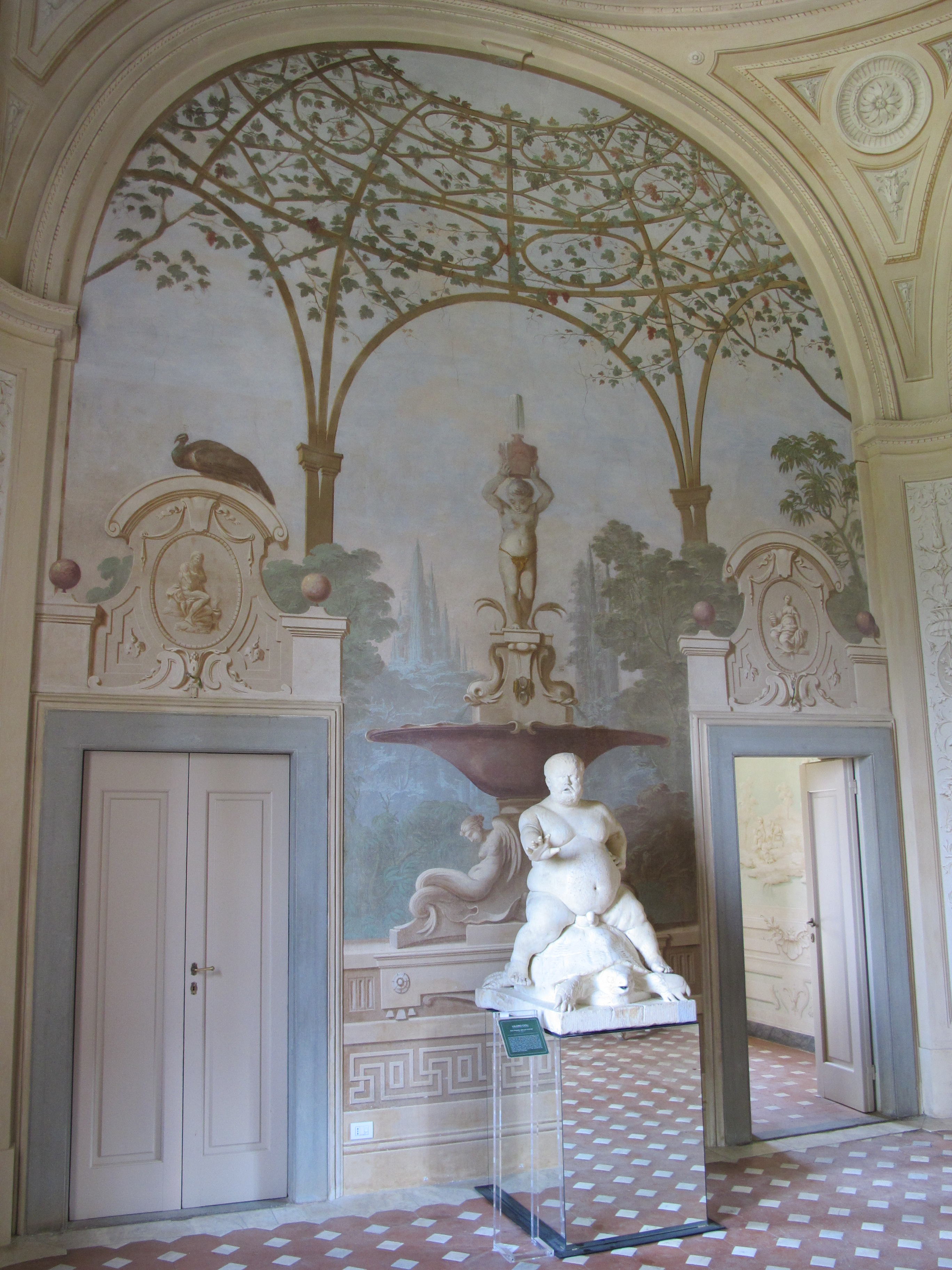
Particolare dell'interno della Kaffeehaus

L'architetto si ispiro al rococò, in particolare al barocchetto di matrice viennese, influenzato dalle "turcherie" orientali apprezzate dagli Asburgo (soprattutto nella cupoletta a bulbo). Il colore verde pallido (frutto di un ripristino degli anni Novanta) venne detto "verde Lorena".
Il padiglione è coperto da una cupola con finestre e terrazze marcapiano; alla sua base, circondata da una scala a doppia rampa "a tenaglia", si trova la piccola grotta.
Dall'alto della Kaffeehaus, che ha ospitato anche un bar, si gode un vasto panorama e da qui parte anche il Viottolone, l'asse secondario del giardino, anche se in questa parte del giardino è solo un saliscendi minore, che acquista monumentalità solo dopo il piazzale erboso chiamato Prato dell'Uccellare.

## Interno
L'interno del padiglione è decorato da affreschi di Giuseppe del Moro, Giuliano Traballesi (coppia attiva anche nel restauro della galleria ovest degli Uffizi dopo l'incendio del 1762 e nella decorazione della villa di Poggio Imperiale) e Pasquale Micheli (artista del quale non si conoscono altre opere): si tratta di vedute illusionistiche centrate in primo piano su statue, fontane e altri elementi, raccordate in alto da un finto pergolato con fiori rampicanti e uccellini svolazzanti; sopra i portali si trovano dei medaglioni, entro estrose cornici, con figure femminili disegnate a monocromo a imitazione del bassorilievo, simili a quelle eseguite pochi anni dopo nella palazzina della Livia di piazza San Marco. La stanza centrale è affiancata da quattro piccoli cabinets, decorati dal Micheli; un quinto cabinet, posto nel mezzanino, è decorato da paesaggi campestri entro uno sfondo a monocromo verdolino, già coperti dall'intonaco bianco e riscoperti nel corso dei restauri degli anni Novanta.